# Královéhradecký kraj
Královéhradecký kraj je vyšší územní samosprávný celek České republiky. Leží téměř celý na severovýchodě Čech, některé pozemky v současném katastru Pece pod Sněžkou však do roku 1959 náležely Polsku a leží tudíž na historickém území Slezska. Na jihu sousedí s Pardubickým krajem, na jihozápadě se Středočeským krajem a na západě s Libereckým krajem. Na severu sousedí s polským Dolnoslezským vojvodstvím. Žije zde přibližně 556 tisíc obyvatel.

## Historie
Královéhradecký kraj byl zřízen 1. ledna 2000 na území severní části tehdejšího Východočeského kraje, který v té době byl již jen jednotkou územního členění. Stalo se tak na základě článku 99 a následujících Ústavy České republiky ústavním zákonem č. 347/1997 Sb., o vytvoření vyšších územních samosprávných celků, který stanoví názvy krajů a jejich vymezení výčtem okresů (území okresů definuje vyhláška ministerstva vnitra č. 564/2002 Sb.) a pro vyšší územní samosprávné celky stanoví označení „kraje“. Samosprávné kompetence kraje získaly na základě zákona č. 129/2000 Sb., o krajích (krajské zřízení), dne 12. listopadu 2000, kdy proběhly první volby do jejich nově zřízených zastupitelstev. Toto krajské členění je obdobné krajům z let 1948–1960, zřízených zákonem č. 280/1948 Sb., Královéhradecký kraj zároveň navazuje na původní Hradecký kraj, který existoval až do roku 1862.

## Zajímavá místa
Mezi turisty nejnavštěvovanější místa bezesporu patří Krkonošský národní park s nejvyšší horou České republiky Sněžkou (1603 m n. m.) nebo pramenem největší české řeky Labe, NPR Adršpašsko-teplické skály nebo Prachovské skály se skalními městy, barokní hospital Kuks, Braunův Betlém u Kuksu, klášter v Broumově, Babiččino údolí v Ratibořicích, ZOO se safari ve Dvoře Králové nad Labem, Třebechovický betlém v Třebechovicích pod Orebem, hrad Kost, zámky v Náchodě, Častolovicích, Opočně, Novém Městě nad Metují a Rychnově nad Kněžnou, či pevnostní město Josefov.

## Geografie
Rozsáhlé roviny křídové tabule Polabí silně kontrastují s nejvyšším pohořím Čech, Krkonošemi a jejich „menším bratrem“ Orlickými horami. Oblast je protkaná říčkami a řekami povodí Labe, které jsou na jaře vydatně syceny vodou z horských pokrývek, které reprezentují každoročně kolem miliardy litrů. Přesně na takových místech se setkáváme s ideálními podmínkami pro využívání půdy k zemědělským účelům. Část Broumovska je však odvodňována Stěnavou, která leží v povodí Odry.
Z hlediska zásob pitné vody se ovšem jedná v rámci republiky o region, který je v případě nižších letních srážek nejvíce ohrožen jejím nedostatkem.
Lugická geologická oblast se táhne od Šluknovského výběžku na jihovýchod až na pomezí Čech a Moravy. Značnou částí zasahuje i do Polska. Jedná se v podstatě o vyzdviženou hrásťovou kru z prvohorních a druhohorních sedimentů. Byla ovlivněna saxonskou tektogenezí ve třetihorách, která vnesla do tváře Českého masívu řadu hlubinných zlomů, například středosaské nasunutí hraničící s východní větví středočeské oblasti. Větší část tvoří turonské pískovce (mladší druhohory). Ty přecházejí v předhůří Sudet, tedy Krkonoš a malých Orlických hor, v přeměněné horniny jílovitého původu, břidlice a fylity. Na samotných pohořích, se pak setkáváme s přeměněnými hlubinnými vyvřelinami, pararulami a svory.

## Administrativní členění
Území kraje je vymezeno územími okresů Hradec Králové, Jičín, Náchod, Rychnov nad Kněžnou a Trutnov.
| Okres                    | Počet obyvatel (1. 1. 2020) | Rozloha | Hust. zal. | Počet obcí |
| ------------------------ | --------------------------- | ------- | ---------- | ---------- |
| Hradec Králové (HK)      | 164 283                     | 892     | 184        | 104        |
| Jičín (JC)               | 80 045                      | 887     | 90         | 111        |
| Náchod (NA)              | 109 958                     | 852     | 129        | 78         |
| Rychnov nad Kněžnou (RK) | 79 383                      | 982     | 81         | 80         |
| Trutnov (TU)             | 117 978                     | 1 147   | 103        | 75         |

K 1. lednu 2003 zanikly okresní úřady a kraje se od té doby pro účely státní správy dělí na správní obvody obcí s rozšířenou působností. Kromě bývalých okresních měst Hradce Králové, Jičína, Náchoda, Rychnova nad Kněžnou a Trutnova, mají rozšířenou působnost státní správy také Broumov, Dobruška, Dvůr Králové nad Labem, Hořice, Jaroměř, Kostelec nad Orlicí, Nová Paka, Nové Město nad Metují, Nový Bydžov a Vrchlabí.
Území těchto správních obvodů se dále člení na 35 správních obvodů obcí s pověřeným obecním úřadem, jejichž funkci vedle 15 výše uvedených obcí s rozšířenou působností mají také Červený Kostelec, Česká Skalice, Hostinné, Hronov, Chlumec nad Cidlinou, Kopidlno, Lázně Bělohrad, Nechanice, Opočno, Police nad Metují, Rokytnice v Orlických horách, Smiřice, Sobotka, Svoboda nad Úpou, Teplice nad Metují, Třebechovice pod Orebem, Týniště nad Orlicí, Úpice, Vamberk, Žacléř.
Největšími městy v kraji jsou Hradec Králové (93 tisíc obyvatel), Trutnov (30 tisíc obyvatel), Náchod (20 tisíc obyvatel), Jičín (17 tisíc obyvatel), Dvůr Králové nad Labem (16 tisíc obyvatel), Jaroměř (13 tisíc obyvatel), Vrchlabí (12 tisíc obyvatel), a Rychnov nad Kněžnou (11 tisíc obyvatel).

## Doprava
Královéhradecký kraj je oblastí s velmi hustou železniční sítí. Ale jen dvě trati jsou elektrifikovány a dvoukolejná trať je jen jedna a pouze částečně, což způsobuje nemalé problémy s propustností hlavně v okolí krajského města. Několik krátkých lokálek bylo zrušeno nebo je provozují soukromé společnosti.
Královéhradecký kraj křižují dvě dálkové evropské silnice E67 (Praha–Varšava) a E442 (Liberec–Olomouc), které budou postupně převedeny na dálnice a rychlostní silnice. V současnosti na území kraje leží jen krátké úseky dálnic D11 a D35, ovšem ve výstavbě jsou další úseky mezi Jaroměří a Trutnovem. V budoucnu se počítá s napojením na polskou dálniční síť hraničním přechodem v Královci. Silnice I/35 mezi Hradcem Králové a Jičínem bude nahrazena dálnicí a další úseky do Turnova budou modernizovány. Ale nyní jsou řidiči nuceni používat běžnou síť silnic dalších tříd. Mezi silnice I. třídy na území kraje patří čísla 11, 14, 16, 31, 32, 33, 35 a číslo 37, která je mezi Hradcem Králové a Pardubicemi přestavěna na čtyřpruhovou silnici. Silnic druhé třídy je mnohem více a mezi nejdůležitější patří čísla 296, 300, 303, 308, 321, 324.
Od roku 2010 je v kraji kompletně zaveden jednotný dopravní systém IREDO, zahrnující vlaky a autobusy. Od roku 2011 byl systém rozšířen i do sousedního Pardubického kraje, takže cestující mohou na jednu jízdenku procestovat oba kraje.